# جاك دونوهيو
جاك دونوهيو (بالإنجليزية: Jack Donohue)‏ هو مدرب كرة سلة أمريكي، ولد في 4 يونيو 1931 في نيويورك في الولايات المتحدة، وتوفي في 16 أبريل 2003 في أوتاوا في كندا.

## وصلات خارجية
- جاك دونوهيو على موقع كلية كرة السلة في سبورتس رفرنس.كوم (الإنجليزية)
- جاك دونوهيو على موقع أوليمبيديا (الإنجليزية)
- جاك دونوهيو على موقع قاعة كندا للمشاهير الرياضية (الإنجليزية)